# Klaus Schwarzkopf
Klaus Schwarzkopf (* 18. Dezember 1922 in Neuruppin; † 21. Juni 1991 in Bochum) war ein deutscher Schauspieler und Synchronsprecher.

## Herkunft und Ausbildung
Schwarzkopf wuchs bei seiner Mutter Gertrud auf. Er musste wegen einer Knochentuberkulose jahrelang in einem Gipsbett schlafen. Der Vater war bereits wenige Wochen nach der Geburt des Sohnes verstorben. Nach der Schulzeit folgte eine Ausbildung im Verwaltungsbereich, in dem er zum Regierungsinspektor ernannt wurde. Gegen den ausdrücklichen Willen der Mutter begann Schwarzkopf mit 20 Jahren – noch während des Zweiten Weltkriegs – eine vierjährige Schauspielausbildung in Berlin, die er 1947 erfolgreich beenden konnte.

## Karriere

### Theater
Schwarzkopf debütierte 1947 als Theaterschauspieler unter Boleslav Barlog am Berliner Schlosspark Theater neben Hildegard Knef. 1953 wechselte Schwarzkopf nach Wiesbaden, später war er in Hannover und München engagiert. Er avancierte zum Publikumsliebling und wurde zum „Bayerischen Staatsschauspieler“ ernannt.
In den 1970er Jahren war er in Produktionen des Hamburger Thalia-Theaters zu sehen (u. a. in Gin Romme von James Saunders an der Seite von Edda Seippel sowie 1979 in Boy Goberts dortiger Abschiedsproduktion, Goethes Faust. Eine Tragödie und Faust. Der Tragödie zweiter Teil, in der Inszenierung von Hans Hollmann). In den 1980er Jahren verpflichtete ihn Gobert an die Staatlichen Schauspielbühnen Berlin, wo er unter anderem 1982 den russischen Gesandten in der deutschen Erstaufführung von Sławomir Mrożeks Der Botschafter und 1984 den Hauptmann von Köpenick in Carl Zuckmayers gleichnamigem Stück darstellte.
Schwarzkopfs Repertoire umfasste Rollen wie den schwulen Friseur Harry in Charles Dyers Unter der Treppe und den Vertreter Willy Loman in Arthur Millers Tod eines Handlungsreisenden, den er als seine Lieblingsrolle bezeichnete. Schwarzkopf war als intriganter Sekretär Wurm in Schillers Kabale und Liebe, Hauptmann von Köpenick und Tartuffe zu sehen und trat auch in zeitgenössischen Stücken wie etwa Frauen vor Flusslandschaft nach dem gleichnamigen Roman von Heinrich Böll auf. Bis zum Ende seines Lebens war Schwarzkopf neben seiner Fernsehkarriere als Bühnenschauspieler erfolgreich.

### Fernsehen und Kino
In den frühen 1960er Jahren begann Schwarzkopfs Fernsehkarriere. Er wirkte im Lauf der Jahrzehnte in mehr als 250 Fernsehproduktionen mit. So war er in Krimiserien wie Der Kommissar, Derrick, Das Kriminalmuseum und Der Alte zu sehen und wurde wiederholt als „Meister der leisen Töne“ bezeichnet. Der rundliche, kleingewachsene Darsteller stellte oft eher unscheinbare, „durchschnittliche“ Charaktere dar. 1969 war er in der Titelrolle der Fernsehadaption von Molières Tartuffe oder Der Betrüger zu sehen, 1970 spielte er in der Gaunerkomödie Der Mann, der den Eiffelturm verkaufte.
Zwischen 1971 und 1978 spielte Schwarzkopf in sieben Tatort-Krimis den stets etwas mürrisch auftretenden Kommissar Finke, der zusammen mit seinem jeweiligen Assistenten in Kiel und Umgebung ermittelte. Die meisten Finke-Krimis wurden von dem späteren Hollywood-Regisseur Wolfgang Petersen inszeniert. Besondere Popularität erlangte 1977 die Folge Reifezeugnis, mit der die damals sechzehnjährige Nastassja Kinski ihre internationale Karriere begründete. In  Erinnerung bleibt Schwarzkopf auch durch seine Darstellung des Bankier Kesselmeyer in der Fernsehserie Die Buddenbrooks (1979). In der Fernsehserie "Eine Frau bleibt eine Frau" spielte er im Lauf der 1970er Jahre an der Seite von Lili Palmer.
Auch in den 80er Jahren blieb Schwarzkopf ein vielbeschäftigter Darsteller im Fernsehen. Er spielte unter anderem in der Serie Wer den Schaden hat … (1981), im Mehrteiler Alte Gauner (1985), in Die Stunde des Léon Bisquet (1986) und in der Fernsehsatire Das blaue Bidet (1982) nach dem gleichnamigen Roman von Joseph Breitbach, in der ein Knopffabrikant all seine Habseligkeiten verkauft und erstmals einen Urlaub am Mittelmeer verbringen will. In mehreren Folgen der beliebten Serie Praxis Bülowbogen verkörperte Schwarzkopf von 1987 bis 1991 den Clochard „Gleisdreieck“.
Schwarzkopf spielte in Kinofilmen wie Herrliche Zeiten im Spessart (1967) und in den Simmel-Adaptionen Und Jimmy ging zum Regenbogen (1971), Der Stoff aus dem die Träume sind (1972) und Alle Menschen werden Brüder (1973). 1973 war er auch in dem Psychothriller Einer von uns beiden zu sehen – als ein Soziologie-Professor, der von einem gescheiterten Studenten (Jürgen Prochnow) erpresst wird. Seinen letzten Kino-Auftritt hatte Schwarzkopf 1984 in Bernhard Wickis Die Grünstein-Variante.
1991 spielte er zunächst neben Mario Adorf, Will Quadflieg und Hans Korte eine der Hauptrollen in Dieter Wedels vierteiliger Miniserie Der große Bellheim. Im Juni musste Schwarzkopf die Dreharbeiten aufgrund seiner fortgeschrittenen Erkrankung abbrechen; seine Rolle wurde danach von Heinz Schubert übernommen.

### Synchronisation
Dank seiner sanften, prägnanten Stimme war Klaus Schwarzkopf ein gefragter Synchronsprecher. Besondere Popularität erlangte er in den 1970er Jahren als deutsche Stimme von Peter Falk in der Rolle des Inspektor Columbo. Er sprach außerdem Darsteller wie Gower Champion in der Verfilmung des Musicals Show Boat Mississippi-Melodie (1951), William Shatner in Urteil von Nürnberg (1961), Mickey Rooney in In Beirut sind die Nächte lang (1965), Peter Lorre in Die Spur des Falken (Synchronisation von 1969). Neben Robert Mitchum, Burt Lancaster, Bob Hope, Douglas Fairbanks junior und vielen weiteren  lieh er Tony Curtis in Winchester ’73 und Lloyd Bridges in Zwölf Uhr mittags aus dem Jahr 1953 seine Stimme. In der Dieter-Hallervorden-Komödie Ach du lieber Harry von 1980 war er die deutsche Stimme von Jacques Marin.

## Privates
Sein Privatleben hielt Schwarzkopf von der Öffentlichkeit weitgehend fern. In einem Interview äußerte er sich einmal:

„Ich habe das Heiraten verpasst! Der Beruf ist so dominierend in meinem Leben, dass private Gefühle und Wünsche zu kurz kommen.“

Seine angebliche Homosexualität wurde im Jahr vor seinem Tod durch die Presseberichterstattung zu einem Buch von Hermann J. Huber erstmals öffentlich thematisiert, und es kam zu einem Zwangs-Outing, auch wenn Schwarzkopf dazu öffentlich nie Stellung bezog. Verschiedene Publikationen behaupteten später, Schwarzkopf habe eine langjährige Beziehung mit dem ehemaligen Tänzer und Regisseur Hubertus Moeller unterhalten; dieser stellte 2016 in einem Interview allerdings richtig, dass zwischen ihm und Schwarzkopf zwar eine enge Freundschaft bestanden habe, nie aber eine Liebesbeziehung.

## Krankheit und Tod
Im Juni 1991 wurde Klaus Schwarzkopf wegen einer akuten doppelseitigen Lungenentzündung in das Bochumer St. Josef-Hospital eingeliefert. Sein Münchner Management informierte die Presse, dass Schwarzkopf laufende Dreharbeiten zu Der große Bellheim nicht gefährden wollte und deshalb „eine schwere Lungenentzündung“ verschleppt habe. Nach seinem Tod berichteten deutsche Tageszeitungen, dass Schwarzkopf im Alter von 68 Jahren an den Folgen der Immunschwächekrankheit AIDS verstorben sei.
Seine letzte Ruhestätte fand der Wahlmünchner in Aidenbach in Niederbayern.

## Filmografie (Auswahl)
- 1964: Flug in Gefahr (Fernsehfilm)
- 1964: Sie werden sterben, Sire (Fernsehfilm)
- 1964: Nachtzug D 106 (Fernsehfilm)
- 1965: Dr. med. Hiob Prätorius
- 1965, 1967: Das Kriminalmuseum (Fernsehreihe, 2 Folgen)
- 1966: Zehn Prozent (Fernsehfilm)
- 1967: Bericht eines Feiglings (Fernsehfilm)
- 1967: Herrliche Zeiten im Spessart
- 1967: Siedlung Arkadien (Fernsehfilm)
- 1967: Nathan der Weise (Fernsehfilm)
- 1968: Die Artisten in der Zirkuskuppel: ratlos
- 1968: Meinungsverschiedenheiten (Fernsehfilm)
- 1969–1974: Der Kommissar (Fernsehreihe, 4 Folgen)
- 1969: Bitte recht freundlich, es wird geschossen (Fernsehfilm)
- 1969: Christoph Kolumbus oder Die Entdeckung Amerikas
- 1969: Mord nach der Oper (Fernsehfilm)
- 1970: Wie eine Träne im Ozean
- 1970: Der Mann, der den Eiffelturm verkaufte (Fernsehfilm)
- 1971: Besuch auf einem kleinen Planeten (Fernsehfilm)
- 1971: Chopin-Express (Fernsehfilm)
- 1971: Der Fall Eleni Voulgari (Fernsehfilm)
- 1971: Und Jimmy ging zum Regenbogen
- 1971: Fluchtweg St. Pauli – Großalarm für die Davidswache
- 1971: Kolibri (Fernsehfilm)
- 1971: Tatort: Blechschaden
- 1971: Ein Fall für Herrn Schmidt (Fernsehfilm)
- 1972: Tatort: Strandgut
- 1972: Der Stoff aus dem die Träume sind
- 1972: Gran Canaria
- 1973: Alle Menschen werden Brüder
- 1973: Tatort: Jagdrevier
- 1973: Der Vorgang (Fernsehfilm)
- 1974: Einer von uns beiden
- 1974: Die unfreiwilligen Reisen des Moritz August Benjowski (Mehrteiler)
- 1974: Drei Männer im Schnee
- 1974: Tatort: Nachtfrost
- 1974: Tatort: Eine todsichere Sache
- 1974: Tatort: Acht Jahre später
- 1974: Tatort: Gift
- 1974: Tatort: Kneipenbekanntschaft
- 1974: Die Antwort kennt nur der Wind
- 1975: Tatort: Kurzschluß
- 1976: Alle Jahre wieder – Die Familie Semmeling (Fernseh-Dreiteiler)
- 1976: Hans im Glück (Fernsehfilm)
- 1977: Tatort: Reifezeugnis
- 1977: Die Dämonen (Fernseh-Vierteiler nach Fjodor Dostojewskij)
- 1978: Tatort: Himmelfahrt
- 1978: Großstadt-Miniaturen – Geschichten zwischen Kiez und Ku’damm (Fernsehserie)
- 1979: Die Buddenbrooks
- 1980: Grenzfälle
- 1980: Polizeiinspektion 1 (Fernsehreihe, Folge 3x10)
- 1980–1988: Derrick (Fernsehreihe, 4 Folgen)
- 1982: Bekenntnisse des Hochstaplers Felix Krull (Fernseh-Miniserie)
- 1982: Das blaue Bidet (Fernsehfilm nach einem Roman von Joseph Breitbach)
- 1983: Gin Romme (Fernsehfilm)
- 1983: Die Krimistunde (Fernsehserie, Folge 8, Episode: „Ein Toter meldet sich zu Wort“)
- 1984: Die Rückkehr der Zeitmaschine (Fernsehfilm)
- 1984: Geschichten aus der Heimat (Fernsehserie) Folge: Nächtliche Begegnung
- 1984: Die Grünstein-Variante
- 1985: Der Tod aus dem Computer
- 1985: Geschichten aus der Heimat (Fernsehserie) Episode: Die Kastanie
- 1985: Sie rüsten zur Reise ins Dritte Reich – Kurt Tucholsky und der Prozess Harden
- 1986: Die Stunde des Léon Bisquet
- 1986: Abschiedsvorstellung
- 1986: Liebling Kreuzberg (Fernsehreihe, Folge 1x04)
- 1987: Die Krimistunde (Fernsehserie, Folge 26, Episode: „Der Kandidat“)
- 1987–1992: Praxis Bülowbogen (Fernsehreihe, 18 Folgen)
- 1988: Der Alte (Fernsehreihe), Folge 134: Ein ganz gewöhnlicher Mord
- 1988: Meister Eder und sein Pumuckl: Pumuckl und der Schnupfen
- 1990: Die Richterin
- 1990: Falsche Spuren

## Tonträger
- Klaus Schwarzkopf, Peter Vogel u. a.: Lieben Sie Kishon? Sechs Sketche Ephraim Kishon. Regie: Heinz-Günter Stamm. Hamburg: Karussell-Musik-und-Video-GmbH, 1995, 1 Tonkassette: stereo (Das Buch zum Hören; Literatur-Klassiker-Originalaufnahmen).
- Jules Verne: Reise zum Mittelpunkt der Erde [Tonträger]. Axel: Stefan Schwade; Professor Lidenbrock: Klaus Schwarzkopf; Martha: Marianne Kehlau … Bearb.: H. G. Francis. Regie: Heikedine Körting. Aufnahmejahr: 1978. [München]: Sony BMG Music Entertainment, 2006, 1 CD: stereo, ADD ISBN 3-86629-314-3, (Europa – die Originale; 19).

## Hörspiele
- 1963: Die Harakiri-Serie. Kriminalhörspiel von Herbert Asmodi. Regie: Hans Dieter Schwarze. Bayerischer Rundfunk 1963. Auf CD erschienen bei Pidax Hörspiel-Klassiker.
- 1964: Träume von Günter Eich. Regie: Otto Kurth. Bayerischer Rundfunk 1964.
- 1969: Woyzeck von Georg Büchner. (Andres). Regie: Heinz von Cramer. Bayerischer Rundfunk 1969.
- 1970: Beschreibung von San Marco von Michel Butor. Regie: Heinz von Cramer. Bayerischer Rundfunk/Westdeutscher Rundfunk/Südwestfunk 1970.

## Auszeichnungen
- 1973: Filmband in Gold für Alle Menschen werden Brüder